# アイ・スパイ
『アイ・スパイ』（I SPY）は、1965年から1968年まで放映されたアメリカ合衆国のテレビドラマである。 2002年にエディ・マーフィ、オーウェン・ウィルソン出演のリメイク映画が公開された。

## 概要
CIAのエージェントであるケリー・ロビンソンとアレキサンダー・スコットが、プロ・テニス選手とそのトレーナーとして世界を転戦しながら、さまざまな任務を遂行する。
1965年9月15日から1968年4月15日まで、アメリカ合衆国NBC系で3シーズンにわたり、82話が放映された。日本（関東地区）では、第1シーズンが1966年にNETで、第2シーズンが『スパイ専科'70』のタイトルで1970年に日本テレビで、第3シーズンが1975年から1976年まで東京12チャンネルで放映された。

## 出演
- ケリー・ロビンソン - ロバート・カルプ
- アレキサンダー・スコット - ビル・コスビー

### 日本語版吹き替え
| 役名                     | 俳優             | NET版    | 日本テレビ版 | 東京12チャンネル版 |
| ------------------------ | ---------------- | -------- | ------------ | ------------------ |
| ケリー・ロビンソン       | ロバート・カルプ | 田口計   | 小林恭治     | 羽佐間道夫         |
| アレキサンダー・スコット | ビル・コスビー   | 小林昭二 | 小林昭二     | 小林清志           |

## スタッフ
- 製作総指揮：シェルドン・レナード
- 製作：モートン・S・ファイン、デビッド・フリードキン

## 続編
1994年2月3日にアメリカ合衆国で続編の単発ドラマ『アイ・スパイ・リターンズ』 (I Spy Returns) が放映された。

### 出演
- ケリー・ロビンソン - ロバート・カルプ
- アレキサンダー・スコット - ビル・コスビー

### スタッフ
- 製作総指揮：ビル・コスビー、デヴィッド・R・ギンズバーグ、シェルドン・レナード
- 製作：マイケル・O・ギャラント
- 監督：ジェリー・ロンドン
- 脚本：マイケル・ノレル

## ノベライズ
ジョン・タイガー (John Tiger = Walter Wager) によるノベライズ作品が Popular Library より出版された。
- I Spy (1965)
- I SPY #2：Masterstroke (1966)
- I SPY #3：Superkill (1967)
- I SPY #4：Wipeout (1967)
- I SPY #5：Countertrap (1967)
- I SPY #6：Doomdate (1967)
- I SPY #7：Death-Twist (1968)

日本では早川書房から上記第1巻の日本語訳が出版された。
- アイ・スパイ　小倉多加志訳　(1965) 　ハヤカワ・ポケット・ミステリ 952

## 映画

### 出演
※括弧内は日本語吹替
- ケリー・ロビンソン - エディ・マーフィ（山寺宏一）

ボクシング世界ミドル級チャンピオン。初登場時点で56戦56勝の実力者。陽気な性格で口が達者の自信家。ジェット機を持っているが操縦できない。自分をフルネームで呼ぶことが多い。素人ながら武器の扱いにたけており、すぐに銃を使いこなした。世界チャンピオンだけに肉体能力が高く高いところから落ちた際にはアレックスは怪我をしたがケリーはしなかった。ボクサーになる前は車の運送屋をしていたようで、それがカーチェイスにも活かされた。おばあちゃんっ子でケリーも慕っていた。
- アレックス・スコット - オーウェン・ウィルソン（内田夕夜）

国際保安局BNSのスパイ。ケリー曰く、身長175cm。スパイだけあり運動神経がよく、頭の回転が速いが現場では空回りすることが多い。ジェット機の操縦をできる。
- レイチェル・ライト - ファムケ・ヤンセン（目黒未奈）

ブダペストの女スパイ。初対面のケリーにキスをするなど奔放。車で爆死したように見えたが偽装死で裏ではガンダースと繋がっている。
- アーノルド・ガンダース - マルコム・マクダウェル（稲垣隆史）

武器密売人。
- カルロス - ゲイリー・コール（立川三貴）

CIAのエージェント。超一流で誰からも認められている。最終局面ではケリーとアレックスを助けに来た。
- ジェリー - フィル・ルイス（楠大典）

ケリーの友人。付き人もしている
- T.J. - ヴィヴ・リーコック（岩崎ひろし）

ケリーの付き人の一人。父親はセントルイスで魚屋をやっている。
- パーシー - テイト・テイラー（加瀬康之）

中尉。飛行機を盗んでアレックスに追われていた。
- エドナ - リンダ・ボイド（唐沢潤）

BNSの人間。アレックスとはプライベートを語り合う仲。
- マッキンタイア - ビル・マンディ（坂東尚樹）

アレックスの上司。
- セドリック・ミルズ - ダーレン・シャラヴィ（西凜太朗）

ブダペストのチャンピオン。ケリーの対戦相手。
- ズータム - ダナ・リー（中博史）

謎の東洋系の男。ガンダースの取引相手。
- タッカー - ガス・リンチ（乃村健次）

将軍。
- ジム - マイク・ドプド（水内清光）
- 美女 - クリスタル・ロウ
- リレット（奥田啓人）

ケリーと対戦したボクサー。ケリーの強さに逃げ腰でハンデを与えたケリーにパンチを仕掛けるも避けられカウンターを浴びて、ダウンしてTKO負けする。

### スタッフ
- 監督：ベティ・トーマス
- 製作：マリオ・カサール、ベティ・トーマス、ジェンノ・トッピング、アンドリュー・G・ヴァイナ
- 製作総指揮：デヴィッド・R・ギンズバーグ、マーク・トベロフ、ウォーレン・カー
- キャラクター創造：モートン・ファイン、デヴィッド・フリードキン
- 原案：コーマック・ウィバーリー、マリアンヌ・ウィバーリー
- 脚本：デヴィッド・ロン、ジェイ・シェリック、コーマック・ウィバーリー、マリアンヌ・ウィバーリー
- 撮影：オリヴァー・ウッド
- 編集：マット・フリードマン、ピーター・テッシュナー
- 音楽：リチャード・ギブス

## その他
| NET系 月曜20時枠 | NET系 月曜20時枠 | NET系 月曜20時枠 |
| 前番組           | 番組名           | 次番組           |
| ---------------- | ---------------- | ---------------- |
| シャドウマン     | アイ・スパイ     | オットいたゞき   |

| 日本テレビ 日曜16時枠 | 日本テレビ 日曜16時枠 | 日本テレビ 日曜16時枠                   |
| 前番組                | 番組名                | 次番組                                  |
| --------------------- | --------------------- | --------------------------------------- |
| 宇宙大作戦            | アイ・スパイ          | 日曜映画劇場（第2期） （15:30 - 17:00） |